# Holoplatys tasmanensis
Holoplatys tasmanensis är en spindelart som beskrevs av Zabka 1991. Holoplatys tasmanensis ingår i släktet Holoplatys och familjen hoppspindlar. Inga underarter finns listade i Catalogue of Life.